# Rifftrax
Les rifftrax sont des commentaires audio humoristiques, en anglais, créés par les comédiens Michael J. Nelson (en), Kevin Murphy et Bill Corbett (en). Ils sont téléchargeables sur le site www.rifftrax.com. Certains DVD déjà synchronisés sont également téléchargeables aux formats iso, mpeg2, divx et mp4, en streaming ou bien livrés à domicile aux formats DVD et Bluray dans le monde entier.
Ces commentaires poursuivent le concept lancé par le MST3K ou Mystery Science Theater 3000, une série TV de 10 saisons et près de 200 épisodes, pas disponible en version française ni avec sous-titres français. Mike Nelson supervisait et contribuait à l'équipe de rédaction des commentaires. Il succéda ensuite au comédien Joel Hodgson en tant que présentateur de l'émission, au milieu de la saison 5, présentant les épisodes dans des intermèdes comiques avec Kevin Murphy et Trace Beaulieu (en), celui-ci remplacé par Bill Corbett à partir de la saison 8, comme covedettes pour les textes et voix des deux personnages fictifs accompagnant le présentateur, respectivement Tom Servo (en) et Crow T. Robot (en).
Les rifftrax sont maintenant disponibles pour plus de 200 films en 6 ans, dépassant ainsi le nombre de films riffés par le MST3K en 10 ans.

## Types de films et catalogue
Les films choisis par le trio de Rifftrax sont généralement des navets ou des nanars, ou encore des films considérés de médiocre qualité pour la faiblesse de leur réalisation, du jeu des acteurs ou de l’intrigue présentée ou bien, jugement de valeur artistique mis à part, des films ayant un fort potentiel comique, par exemple par leur côté caricatural ou la mise en scène de contexte ou d'univers très singuliers. Dans le cas des nanars, l'équipe travaille à la mise en valeur des films peu connus, appréciés par une communauté de fans (voir Nanarland et les chroniques de Nanarland sur Allociné).
Une autre cible privilégiée est la franchise, déclinaison, parfois à outrance, de films dont le premier volet a été un succès. Le mode de distribution (commentaires achetés séparément) permet de produire les « riffs » de l'intégrale des franchises Star Wars, Twilight (I, II, III, IV), Spiderman, Les Quatre Fantastiques, Harry Potter, Le Seigneur des anneaux, Matrix, Transformers.
L'équipe privilégie aussi régulièrement les nanars que l'on trouve sur les listes de pires films jamais réalisés, tels ceux de la liste des pires films jamais réalisés et du Bottom 100 de IMDB. On peut ainsi trouver dans le catalogue The Room, Birdemic: Shock and Terror, Plan 9 from Outer Space, Troll 2, Battlefield Earth.
On trouve également quelques épisodes de séries télévisées riffées : Heroes, Grey's Anatomy, Lost.
En même temps que le film est visionné, une seconde piste son, le « rifftrax », est ajoutée à celle du film, ou déjà incluse dans le cas des Release DVD et de la VOD. Cette deuxième piste son s’écoute en même temps que celle d’origine, et est constituée de performances comiques venant ponctuer presque chaque ligne de dialogue, de même que les plans sans dialogue et les génériques. Un exemple est de prolonger les mots prononcés par l’acteur du film, en finissant ou poursuivant sa phrase autrement que prévu par les créateurs du film, imitant la voix ou pas.
L’inspiration comique se déploie régulièrement dans l’absurde et le non-sens, avec par exemple des références à L'Hôtel en folie (Fawlty Towers), aux Simpson.
Sont évoquées également des références à d'autres films, à l'actualité cinématographique des acteurs, aux erreurs détectées par les fans (incohérences logiques, perche dans le cadre, objets disparus dans deux plans d'une même scène, etc.).

## Historique
Les films choisis par MST3K étaient pour la plupart des films de série B à petit budget, parce que le MST3K disposait de peu de moyens et que les producteurs pouvaient seulement se permettre des films dont les droits d'auteur avaient expiré, ou étaient très bon marché.

L'idée de RiffTrax vit le jour après que MST3K, après dix saisons, n’a pas été renouvelé. Nelson a fait des recherches et consulté un avocat pour tenter de commercialiser directement des DVD de film incluant les commentaires.
Mais Nelson s’est rendu compte que ce ne serait pas viable, en raison des procès auxquels il aurait dû faire face.

Par contre, une autre solution était de distribuer les commentaires indépendamment des films, pour éviter l'impasse d'obtenir les droits de distribuer les films.

Il n'y eut plus de restrictions légales ou monétaires à cette commercialisation, sous réserve que les téléspectateurs achètent les films eux-mêmes.
Cela reposa d'abord presque uniquement sur le travail de Mike en solo mais, très vite, le succès amena une forte demande. Nelson a pu rapidement recruter d'autres riffeurs et reconstituer l'équipe de choc du MST3K et de la Film Crew (en). 
La plupart des commentaires officiels, mis à part les Iriffs faits par les fans et la déclinaison Rifftrax Presents ont donc pour casting Mike Nelson, Kevin Murphy et Bill Corbett.
Le premier commentaire disponible sur le site en juillet 2006 a été le film Road House, avec Patrick Swayze, longtemps considéré par Nelson comme le film le plus ringard jamais réalisé.
De temps en temps, des invités vedette viennent contribuer aux riffs. Des anciens de MST3K, telles Mary Jo Pehl (en) et Bridget Nelson (en), mais également des célébrités du Web américain, tels Richard Kyanka (du site Something Awful (en)), Josh Fruhlinger (du blog The Comics Curmudgeon (en)), Chad Vader (en), ainsi que les acteurs Neil Patrick Harris, Fred Willard, et Joel McHale, le satiriste « Weird Al » Yankovic. Nelson a déclaré qu'il souhaitait faire venir plus régulièrement d'autres invités.

L'enthousiasme des invités riffeurs pour le projet conduisit à la création de « RiffTrax presents », une série de riffs exclusivement créés par des invités et approuvés avant diffusion par Nelson.
Le succès de ces éditions spéciales est tel qu’ont été mises en place les « Three Riffer Editions » pour certains films qui avaient déjà riffés en solo par Mike, puis re-riffés par la suite. Mike a cessé de produire des riffs en solo depuis 2007.

## Les «Shorts»
En plus des commentaires de films longs métrages, Corbett, Murphy et Nelson ont créé des riffs pour un certain nombre de courts métrages, en général des films éducatifs ou sur la sécurité, semblables à ceux souvent présentés avant le long-métrage au MST3K. 
Ils proviennent notamment de Jam Handy (en), Alfred P. Higgins Productions, Coronet Films (en) et ACI Films. Ces courts-métrages étant dans le domaine public, ils peuvent être téléchargés avec le commentaire déjà inclus et synchronisé. Ces « shorts » sont réalisés une ou deux fois par semaine.

## Les iRiffs
En 2008 a été lancé « iRiffs », qui permet aux fans de déposer leurs commentaires qui sont ensuite vendus sur le site. Les créateurs d’iRiffs recevant 50 % du revenu net des ventes. Les iRiffs se différencient des RiffTrax dans ce que des commentaires sérieux peuvent aussi être publiés sur le site. En Février 2009, un concours fut organisé par RiffTrax ; le gagnant, créateur de l’iRiff primé, a reçu 1 000 $ et le droit de développer un titre « RiffTrax Presents », sous la supervision de Nelson, Murphy et Corbett. Les gagnants du concours ont été Doug Walker, Rob Walker et Brian Heinz du website That Guy with the Glasses, qui ont produit un Iriff du film Le Roi lion. le commentaire RiffTrax qu'ils ont créé fut celui du film Batman Forever.

## La synchronisation

### DisembAudio & Debbie
Les commentaires se synchronisent au début du film au signal convenu, donné généralement à la disparition du logo de la maison de production. Pour confirmer la bonne synchronisation, un personnage imaginaire nommé « DisembAudio », ayant une diction caricaturale d’ordinateur, lit une réplique de temps à autre dans le film. Si la réplique coïncide parfaitement et recouvre la réplique de l’acteur ou actrice, la synchro est correcte,. DisembAudio vient occasionnellement commenter le film avec l’équipe. Les « RiffTrax Presents » ont pour leur part une voix féminine de synchronisation, Debbie.

### Le lecteur Rifftrax
Le « lecteur Rifftrax » (RiffPlayer) est un logiciel qui synchronise automatiquement le commentaire avec la bande son du DVD et permet la lecture des deux flux audio en simultané. Le logiciel ne charge que les DVD ; il nécessite également la publication sur le site d’un fichier texte (.sync) contenant les informations de synchronisation. Le Riffplayer est disponible pour les systèmes Windows et Mac OS X à partir de Snow Leopard.
Liste des fichiers sync disponibles sur le site Rifftrax :
(en) « riffplayer »

## Autres créations de l'équipe de Rifftrax

### Les «Rifftrax Live!»
Dans le cadre de la SF Sketchfest (en) à San Francisco, Nelson, Murphy et Corbett sont apparus à plusieurs reprises pour riffer en live devant la projection d'un film. Ainsi en 2007 pour les films Daredevil and Over the Top, en 2008 pour Plan 9 from Outer Space, pour ce dernier dans le célèbre Castro Theater,. L'équipe RiffTrax s’est aussi produit en live sur Ustream.tv (en), en riffant des films du domaine public et en répondant aux questions des téléspectateurs.
D’autres shows live ont été retransmis en cinéma, en partenariat avec NCM Fathom. Le premier de ces spectacles au Belcourt Theatre (en) à Nashville le 20 août 2009, pour Plan 9 From Outer Space, avec le court-métrage Flying Stewardess et les apparitions d’invités tels que Veronica Belmont, Jonathan Coulton, et Rich Kyanka (en) de Something Awful (en). Une projection rappel a été diffusée le 8/10/09. Le second RiffTrax Live! diffusé en salles le 16/12/09 présentait plusieurs courts-métrages de Noël avec, comme invité spécial, Weird Al Yankovic.
Une projection rappel fut diffusée le lendemain. 
Le troisième « Rifftrax Live ! », le 19 aout 2010, réuni le trio pour le film culte Reefer Madness. Le quatrième fut pour House on Haunted Hill, diffusé au Belcourt le 28 octobre 2010, avec comme invité spécial Paul F. Tompkins. Le cinquième eut lieu le 17 aout 2011, pour Jack the Giant Killer.

### Les Rifftones
En août 2008, Nelson, Corbett and Murphy ont formé un trio musical nommé The Rifftones, en premier pour concourir à la deuxième compétition Masters of Song Fu organisée par Quick Stop Entertainment (en). Ils gagnèrent, devant Jonathan Coulton, Paul and Storm (en) et Jason Morris en finale.
Après ce concours, ils décidèrent de maintenir ce groupe, concevant des chansons basées sur les films riffés. Un CD disponible sur le site Rifftrax rassemble ces chansons.